# Sulpizio Shinzo Moriyama

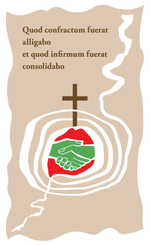
Emblem des Bischofs Sulpizio Shinzo Moriyama

Sulpizio Shinzo Moriyama (* 17. Januar 1959 in Fukuoka) ist ein japanischer Geistlicher und römisch-katholischer Bischof von Ōita.

## Leben
Sulpizio Shinzo Moriyama studierte Philosophie an der Keiō-Universität und Theologie am Priesterseminar in Fukuoka. Am 21. März 1988 empfing er das Sakrament der Priesterweihe für das Bistum Fukuoka.
Neben verschiedenen Aufgaben in der Pfarrseelsorge und als Direktor des Knabenseminars in Fukuoka war er Präsident des Diözesankomitees für die Neuevangelisierung. Von 2017 bis 2020 war er Ausbildungsleiter am interdiözesanen Priesterseminar. Seither war er zunächst Untersekretär und schließlich Generalsekretär der japanischen Bischofskonferenz.
Papst Franziskus ernannte ihn am 5. April 2022 zum Bischof von Ōita. Der Erzbischof von Nagasaki, Peter Michiaki Nakamura, spendete ihm am 3. Juli desselben Jahres in der Horuto-Halle in Ōita die Bischofsweihe. Mitkonsekratoren waren der Bischof von Kagoshima, Francis Xavier Hiroaki Nakano, und der Bischof von Fukuoka, Josep Maria Abella Batlle CMF.